# Peter McLaren
Peter McLaren (nascido em 1948) é um acadêmico canadense-americano e professor emérito de Educação Urbana na Universidade da Califórnia, Los Angeles, tendo lecionado na UCLA de 1993 até 2013. Antes disso, lecionou na Miami University of Ohio (1985-1993). Mais recentemente, atuou como Professor Distinto em Estudos Críticos no Attallah College of Educational Studies, Chapman University (2013-2023) até sua aposentadoria, onde foi Codiretor do Projeto Democrático Paulo Freire e Embaixador Internacional para Ética Global e Justiça Social. Ele é o Diretor Honorário do Centro de Estudos Críticos em Educação da Northeast Normal University, Changchun, China. De acordo com o banco de dados da Universidade de Stanford, McLaren pertence ao top 2% dos cientistas mais influentes do mundo.

## Carreira
McLaren é autor e editor de mais de quarenta e cinco livros e centenas de artigos acadêmicos e capítulos. Seus escritos foram traduzidos para mais de 20 idiomas. Ele é casado com Yan Wang do nordeste da China. Eles vivem atualmente em Orange, Califórnia. Ele tem um filho e uma filha de casamentos anteriores.
McLaren é conhecido como um dos principais arquitetos da pedagogia crítica, e por seus escritos acadêmicos sobre alfabetização crítica, sociologia da educação, estudos culturais, etnografia crítica e teoria marxista. Paulo Freire, figura fundadora da pedagogia crítica, afirmava: "Peter McLaren é um entre os muitos 'parentes intelectuais' notáveis que 'descobri' e pelos quais eu, por minha vez, fui 'descoberto'. Li Peter McLaren muito antes de conhecê-lo pessoalmente. ... Quando terminei de ler os primeiros textos da McLaren que me foram disponibilizados, tive quase certeza de que pertencíamos a uma 'família intelectual' idêntica".
Durante um discurso na Universidade Chapman em 25 de outubro de 2014, Nita Freire, eminente acadêmica de educação e viúva de Paulo Freire, comentou: "É ... uma emoção enorme para eu ver Peter McLaren e Donaldo Macedo, que desde então através de discussões e diálogos se tornaram velhos amigos de trabalho e amizade, parceiros de ideias ideológicas e teóricas de Paulo. Eles, juntamente com Henry Giroux, formularam a pedagogia crítica como conhecemos hoje". McLaren também recebeu o Prêmio Paulo Freire SIG Legacy 2023.
McLaren se reuniu com Abahlali baseMjondolo, na África do Sul; o movimento dos trabalhadores sem-terra, o Movimento dos Trabalhadores Rurais Sem Terra – MST, no Brasil, os zapatistas no México e membros da revolução bolivariana na Venezuela, e com o sindicato dos trabalhadores da educação de esquerda na Turquia, onde em meio a uma manifestação ele foi atingido por gás lacrimogêneo e arremessado ao chão pelo escudo antimotim da polícia.
McLaren é membro do corpo docente do Instituto de Pedagogia Crítica do Centro Global de Estudos Avançados e dá palestras em todo o mundo sobre a política da educação. Na Finlândia, proferiu uma Palestra de Abertura no Paulo Freire Center–Finlândia em 20 de novembro de 2007. La Escuela Normal Superior de Neiva, na Colômbia, nomeou um de seus edifícios em homenagem a Peter McLaren.
A partir de 2022, McLaren está classificado entre os 15% melhores de todos os estudiosos de ciências sociais e humanas do mundo, com base em seu índice D (índice H da disciplina); ele é classificado como 217 nos Estados Unidos e 428 no mundo.

### Livros
- The War in Ukraine and America. DIO Press, 2022.
- Critical Pedagogy Manifesto. Teachers of the World Unite. DIO Press, 2021.
- He Walks Among Us: Christian Fascism Ushering in the End of Days. DIO Press, 2020.
- Postdigital Dialogues on Critical Pedagogy, Liberation Theology, and Information Technology (com Petar Jandric). Bloomsbury Academic, 2020.
- Breaking Free: The Life and Times of Peter McLaren, Radical Educator (com M. Wilson). Myers Education Press, 2019.
- Pedagogy of Insurrection: From Resurrection to Revolution. Peter Lang, 2016.
- Revolutionizing Pedagogy: Educating for Social Justice Within and Beyond Global Neo-liberalism (com S. Macrine, S., e D. Hill, Eds). Palgrave Macmillan, 2010.
- Academic Repression: Reflections from the Academic Industrial Complex (com A. Nocella, S. Best, S., Eds.) (2010). AK Press, 2010.
- Havoc of Capitalism. Educating for Social and Environmental Justice (com G. Martin, D. Houston, D., & Suoranta, J., (Eds.). Sense Publishers, 2010.
- Critical Pedagogies of Consumption: Living and Learning in the Shadow of the "Shopocalypse" (com Sandlin, J.A.). Routledge, 2019.
- Pedagogy and Praxis in the Age of Empire (com N. Jaramillo). Sense Publishers, 2007.
- Rage + Hope. Peter Lang, 2006.
- Capitalists and Conquerors. Rowman e Littlefield, 2005.
- Teaching Against Global Capitalism and the New Imperialism (com R. Farahmandpur). Rowman e Littlefield, 2005.
- Red Seminars: Radical Excursions into Educational Theory, Cultural Politics, and Pedagogy. Hampton Press, 2005.
- Marxism  Against Postmodernism in Educational Theory (com D. Hill, M. Cole, & G. Rikowski). Lexington Books, 2002.
- Red Chalk (com M. Cole, D. Hill, e G. Rikowski). The Tufnell Press, 2000.
- Che Guevara, Paulo Freire, and the Pedagogy of Revolution. Rowman and Littlefield, 2000.
- Life in Schools: An Introduction to Critical Pedagogy in the Foundations of Education, 1998.
- Revolutionary Multiculturalism: Pedagogies of Dissent for the New Millennium. Westview Press, 1997.
- Counternarratives (com H. Giroux, C. Lankshear & M. Peters). Routledge, 1997.
- Critical Pedagogy and Predatory Culture. Routledge, 1995.
- Schooling as a ritual performance. Routledge, 1986.
- Cries from the corridor: The new suburban ghettos. Methuen, 1980.

### Traduções
- Sociedad, cultura y escuela (com Henry A. Giroux) (1988)
- Pedagogia crítica y postmodernidad (1992)
- Hacia una pedagogía crítica de la formación de la identidad posmoderna (1993)
- Pedagogía crítica, resistencia cultural y la producción del deseo (1994)
- Rethinking Media Literacy (1994)
- Multiculturalismo Critico (1997)
- Utopias Provisorias: As Pedagogias Criticas num cenario pos-colonial (1999)
- Pedagogia, poder e identidad (Espanhol) (1999)
- A Pedagogia da Utopia (2001)
- Kriittinen Pedagogiikka (com Henry Giroux) (2001)
- Pedagogia Revolucionaria Na Globalizacao (com Ramin Farahmandpur) (2002)
- Pedagogia Critica: Contra o Imperio (2007)
- La Pedagogia Critica Revolucionaria: El Socialismo y los Desafios Actuales (2012)

É também autor de Life in Schools: An Introduction to Critical Pedagogy in the Foundations of Education (Allyn & Bacon), que está em sua quinta edição (2006). Life in Schools foi nomeado um dos 12 escritos mais significativos em todo o mundo no campo da teoria, política e prática educacional] por um painel internacional de especialistas reunidos pela Escola de Ciências Sociais e Econômicas de Moscou; outros escritores citados pelo painel incluem Paulo Freire, Ivan Illich, and Pierre Bourdieu. Em 2011, o Instituto Peter McLaren foi estabelecido em Ensenada, México. O livro de Peter McLaren, Pedagogy of Insurrection, foi homenageado pela editora acadêmica internacional, Peter Lang, que adicionou o livro de McLaren à sua lista de obras "clássicas" a serem reeditadas para acadêmicos de todo o mundo.
O trabalho de McLaren foi tema de três livros recentes: Teaching Peter McLaren: Paths of Dissent, editado por Marc Pruyn e Luis M. Huerta-Charles (Peter Lang, 2005) [traduzido para o espanhol como De La Pedagogia Critica a la pedagogia de la Revolucion: Ensayos Para Comprender a Peter McLaren, Cidade do México, Siglo Veintiuno Editores], Peter McLaren, Education and the Struggle for Liberation, editado por Mustafa Eryaman (Hampton Press, 2008), e Crisis of Commonwealth: Marcuse, Marx, McLaren, editado por Charles Reitz (Lexington Books, 2013).
McLaren também estreou recentemente como poeta com seu poema "The Despoiling of the American Mind" em MRZine. Suas obras foram elogiadas, entre outros, por Slavoj Žižek e Paula Allman. Žižek comenta o livro de McLaren Che Guevara, Paulo Freire e a Pedagogia da Revolução da seguinte forma: "Che Guevaraé geralmente percebido como um modelo romântico que devemos admirar enquanto seguimos nossos negócios diários como de costume – a defesa mais perversa contra o que Che representava. O que o fascinante livro de McLaren demonstra é que, ao contrário, Che é um modelo para nossos tempos, uma figura que devemos imitar em nossa luta contra o capitalismo global neoliberal." Allman observa que o livro é uma "brilhante mistura de paixão, compromisso e análise crítica e insight. ... É também um dos livros mais importantes sobre educação crítica e, portanto, também sobre educação e justiça social, a ter sido escrito no século XX".
Após a intervenção militar da Rússia na Ucrânia, McLaren se envolveu ativamente em discussões e debates sobre o conflito. Publicou um livro e vários artigos sobre o tema, destacando o impacto da guerra e suas consequências. Alguns de seus textos foram traduzidos para o ucraniano. Por meio de seu trabalho, McLaren buscou lançar luz sobre as complexidades da situação e contribuir para o discurso sobre como encontrar uma solução pacífica. McLaren faz parte do conselho editorial da revista ucraniana Philosophy of Education.